# Тихон-Воля
Тихон-Воля — село в Юрьевецком районе Ивановской области, входит в состав Елнатского сельского поселения. 

## География
Расположено на берегу речки Воля в 6 км на запад от районного центра города Юрьевец.

## История
Каменная Крестовоздвиженская церковь с колокольнею в селе была построена в 1818 году на средства прихожан. Престолов было два.
В XIX — первой четверти XX века село входило в состав Махловской волости Юрьевецкого уезда Костромской губернии, с 1918 года — Иваново-Вознесенской губернии.
С 1929 года село являлось центром Вольского сельсовета Юрьевецкого района Ивановской области, с 1954 года — в составе Соболевского сельсовета, с 2005 года — в составе Елнатского сельского поселения.

## Население
| 1872 | 1897 | 1907 | 2002 | 2010 |
| ---- | ---- | ---- | ---- | ---- |
| 14   | ↗21  | ↘10  | ↗175 | ↘157 |

## Инфраструктура
В селе имеются фельдшерско-акушерский пункт, дом культуры.